# Serraca mekrana
Serraca mekrana là một loài bướm đêm trong họ Geometridae.